# Edward Hicks

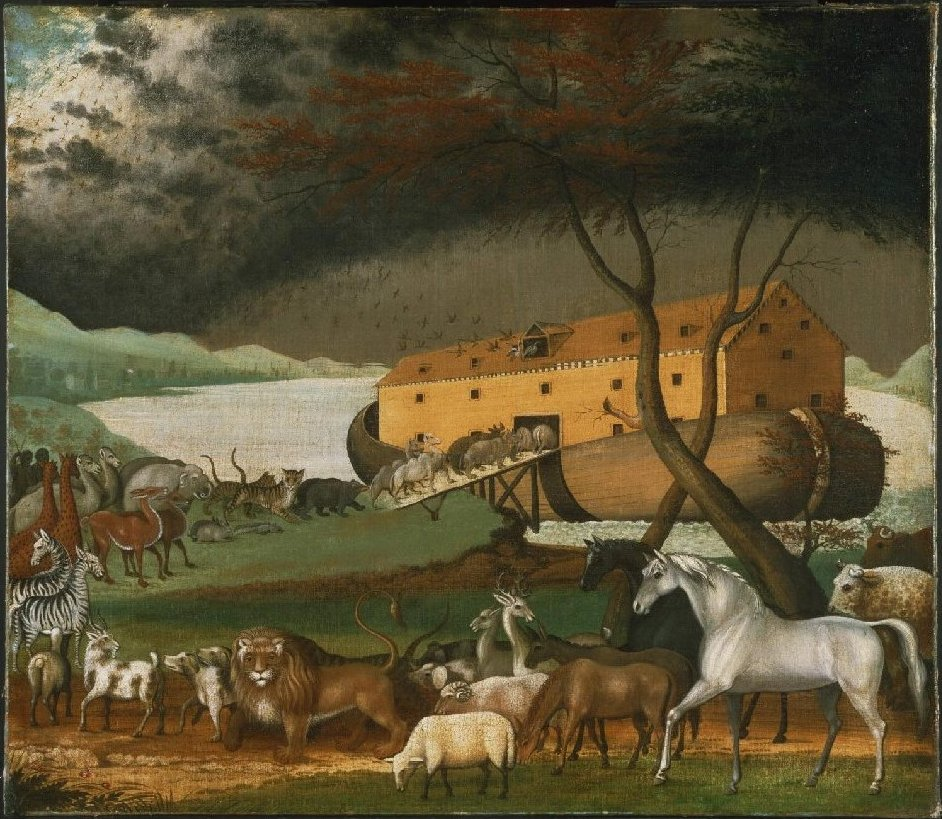
Noaks ark, 1846, Philadelphia Museum of Art.

Edward Hicks, född 4 april 1780 i Bucks County, Pennsylvania, död 23 augusti 1849, var en amerikansk målare och kväkare.

## Biografi
Hicks blev en av USA:s mest berömda folkliga målare genom sina dekorativa och detaljrika naiva scener ur farmarlivet och ur Bibeln.